# 恰钱达
恰钱达（Chachanda），是印度西孟加拉邦Murshidabad县的一个城镇。总人口10300（2001年）。

## 人口
该地2001年总人口10300人，其中男性5239人，女性5061人；0—6岁人口2406人，其中男1196人，女1210人；识字率35.03%，其中男性为44.15%，女性为25.59%。